# 吴伟安
吴伟安（1981年9月1日—），出生于广东梅州，已退役的中国足球运动员，司职前卫，曾为中国国家足球队的一员。其特点是在球场上有大局感，擅于用脑分析场上的形势，向前意识出众，但是身体力量不足，这使得他在身体对抗中并不太佔优势。

## 俱乐部生涯
吴伟安于2002-2004年在深圳科健足球俱乐部效力，其中2004年中甲联赛，吴伟安为深圳科健队出赛31場打进9球。
2005年，深圳科健解散后，此前从未踢过顶级联赛的吴伟安以200万的身价加盟天津泰达，转会天津队的首个赛季出赛26場就打进7球，成为队中仅次于老将于根伟的第二射手，并入选该赛季中超联赛最佳阵容。2006年，吴伟安则以7个联赛进球成为球队的最佳射手。他的大力界外球常常为球队创造进球机会。
2012年1月，在效力天津长达7年后，吴伟安转会加盟中超升班马广州富力，但半年后被下放预备队。2014年7月，吴伟安被租借到中甲球队广东日之泉。
2015年2月，吴伟安转会加盟另一支中甲的广东球队深圳宇恒。这是吴伟安时隔11年后再次效力深圳市的球队。
2016年，吴伟安未有在深圳佳兆业一线队报名，被下放预备队，同年底与深圳队合同结束，吴伟安于2017年3月宣布退役。

## 国家队生涯
2007年2月7日，吴伟安在中国队2比1击败哈萨克斯坦队的比赛替补杜震宇出场，完成自己的国家队首秀。10月28日，吴伟安在2010年世界杯外围赛中国队客场挑战缅甸的比赛中打进自己在国家队的首个进球，帮助中国队4比0击败对手。